# Дмитриевское (Тульская область)
Дмитриевское (Соломенный завод, Ведьмин завод, Ведьминский завод) — село в Заокском районе Тульской области России.
В рамках административно-территориального устройства является центром Дмитриевского сельского округа Заокского района, в рамках организации местного самоуправления входит в Демидовское сельское поселение.

## География
Расположено на Среднерусской возвышенности, на берегу реки Скнига, в которую впадает под самым селом речка Соломенка. Название речки, а равно и бывшие здесь, при слиянии рек Скнига и Соломенки, в царствование Алексея Михайловича (1645-1676) Фёдора Алексеевича (1676-1682) и Петра I Алексеевича (1682-1725), казённые чугунолитейные пушечные заводы, дали селу оригинальное название <<Соломенных заводов>>. В начале XIX века село стало называться Димитриевским, по имени храма, освящённого в честь святого Димитрия Ростовского.
Село находится от Тулы — в 60 км, от Алексина — в 43 км, от станции Пахомово — в 8 км.

## Население
| 1859 | 2002 | 2010 |
| ---- | ---- | ---- |
| 543  | ↗642 | ↗669 |

## История
Село принадлежало дворянскому роду Нарышкиных. Положение села в центре 2-х пересекающихся больших дорог: Московско-Тульской и Калужско-Рязанской делало его бойким, оживлённым и торговым местом. Жители, кроме земледелия, занимались мелочным торгом и кустарным производством, преимущественно обработкой щетины.
Образование Дмитриевского прихода относится (1813), когда на средства владельца имения Нарышкина Дмитрия Львовича был построен каменный храм в честь святого Дмитрия Ростовского. В храме было два предела: в честь святого Иоанна Предтечи и левый в честь святой Марии Магдалины. Месточтимой иконой прихода считалась Тихвинская Божия Матерь, сохранившиеся от пожара церковной часовни (1833), где она находилась. В состав прихода кроме села, входили деревни: село Ивановское (сов. Заокский), Шелеево, Мокроусово, Юрово, Козловка, Молчаново, Поляницы и Хворощино, с населением в общей сложности 1088 мужского пола и 1129 женского пола. Доходы храма составляли проценты с 3595 рублей. Притч состоял из 2-х священников и 2-х псаломщиков. В пользу притча поступали проценты с 1177 рублей и 70 десятин церковной земли. В селе было народное училище (с 1870), состоящее в земском ведении.

## Транспорт
Через село проходит федеральная автодорога "P-115" "Ненашево-Кашира".

## Знаменитые земляки
- Алферьев, Михаил Яковлевич (1901—1983) — инженер-кораблестроитель, основоположник строительства катамаранов в СССР, профессор, доктор технических наук, участник Гражданской войны, мастер спорта СССР по альпинизму.